# 博特里爾半島
67°42′S 66°57′W / 67.700°S 66.950°W

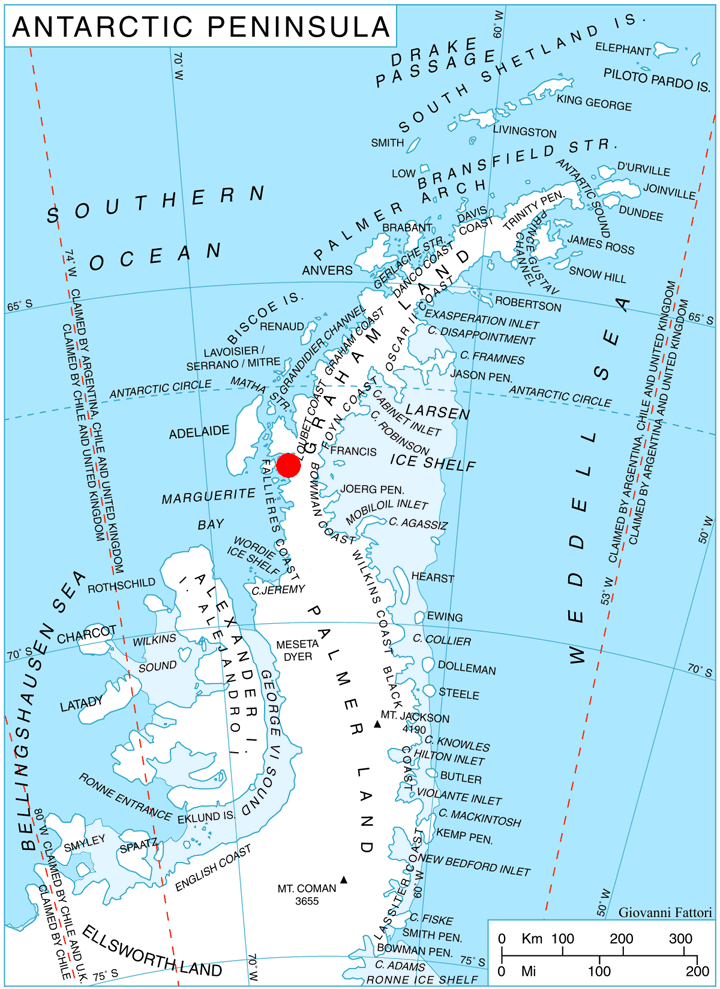

博特里爾半島是南極洲的半島，位於葛拉漢地的法利埃海岸，處於布喬亞灣東部，是多格斯萊格灣入口處的北部，現時由南極條約體系管理。

## 外部連結
- SCAR Composite Antarctic Gazetteer（页面存档备份，存于）.